# San Cristoforo (metropolitana di Milano)
San Cristoforo è una stazione della linea M4 della metropolitana di Milano, di cui è anche il capolinea sud-occidentale. 

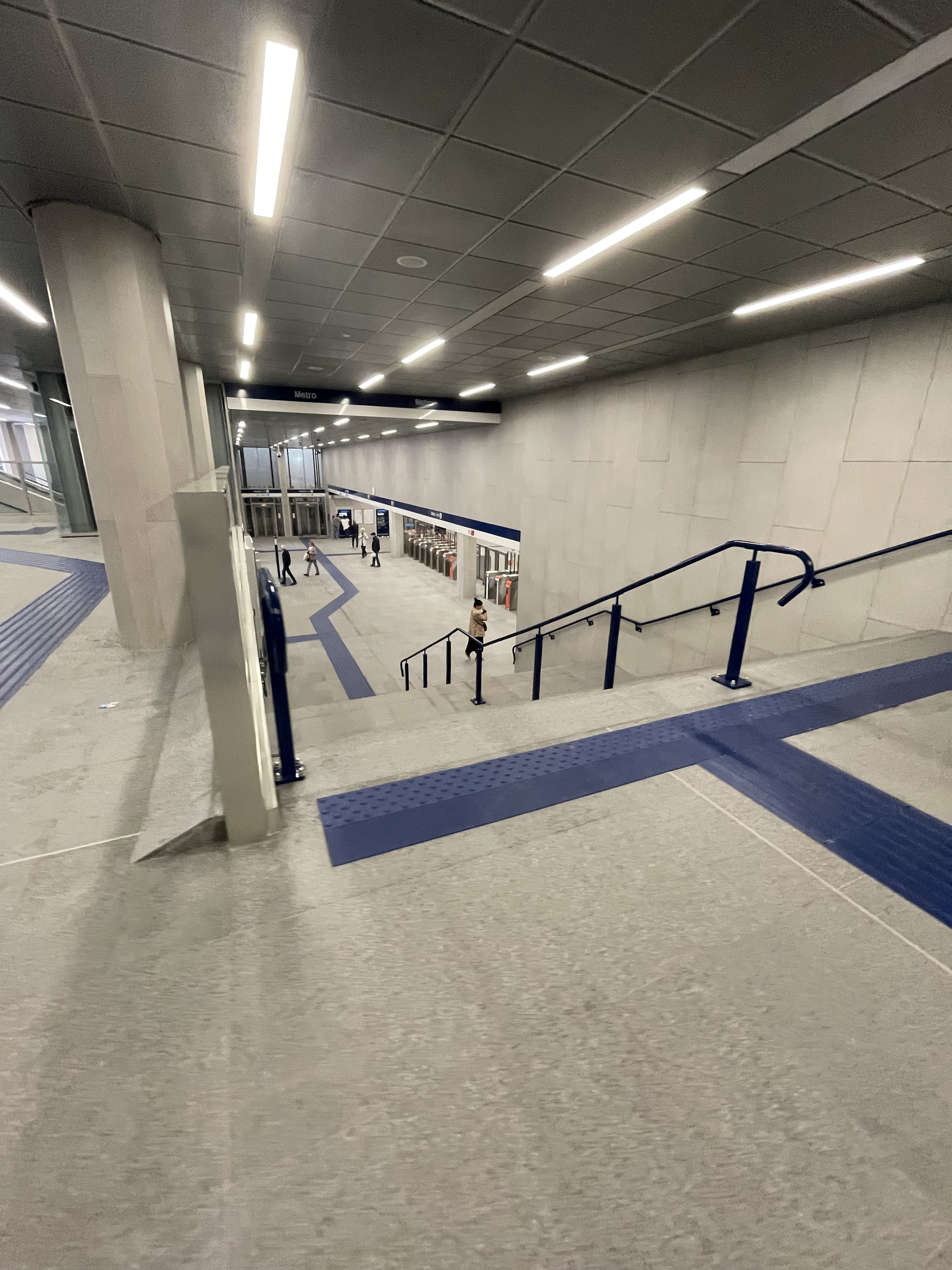
Gli interni della stazione

La stazione è situata a Milano, tra la Stazione di Milano San Cristoforo e il Naviglio Grande, con accessi da piazza Tirana e da via Guido Martinelli (attraverso un ponte ciclopedonale che attraversa il Naviglio Grande e la ferrovia per Mortara).
Rappresenta un importante collegamento tra il quartiere del Giambellino e il resto della città.

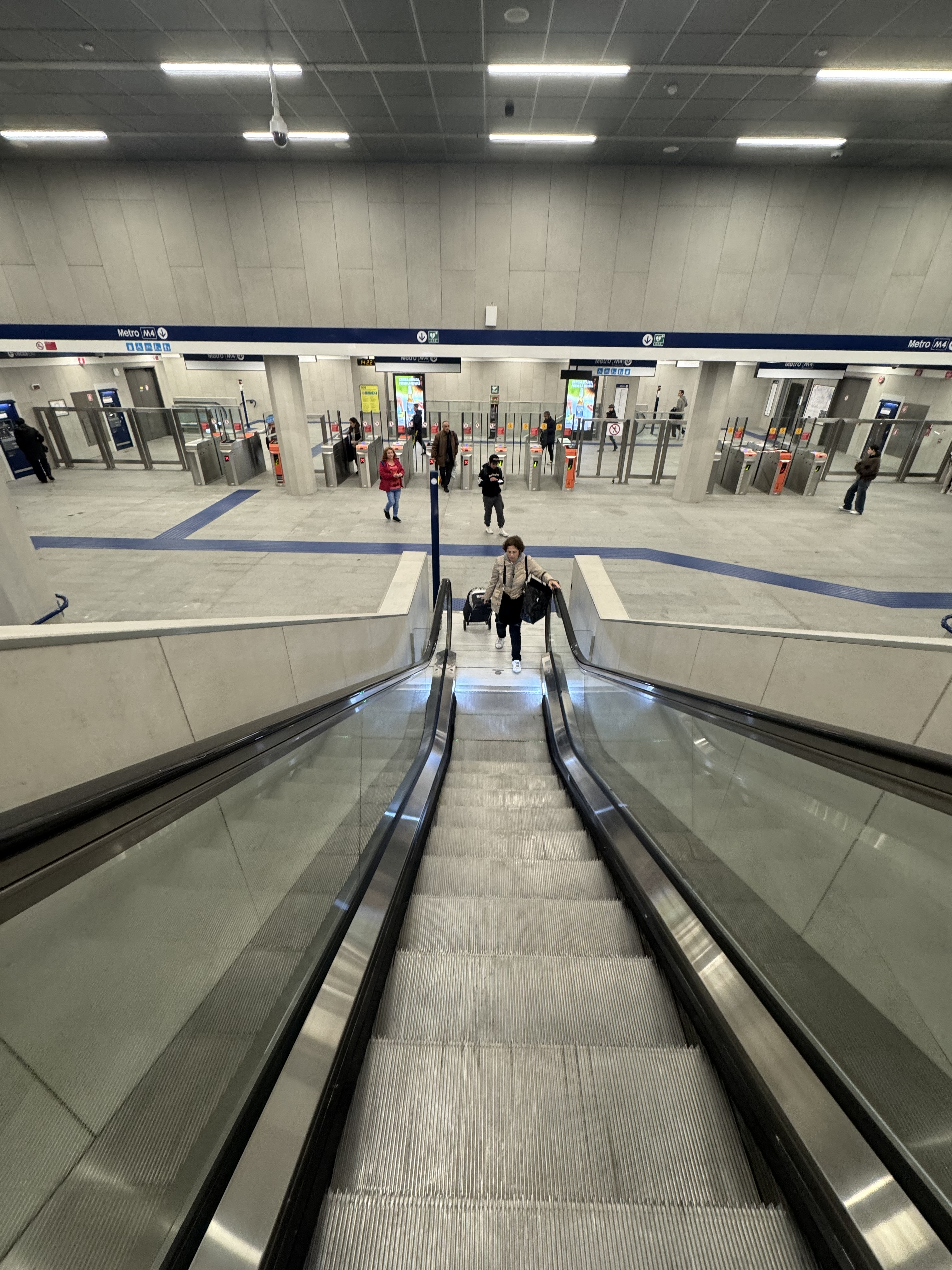
Interni stazione M4

## Storia
I lavori di costruzione sono iniziati nel 2015 e la stazione è stata inaugurata il 12 ottobre 2024, in concomitanza con l'apertura dell'intera linea M4.
Il 13 Gennaio 2020, lavorando nell'omonima stazione, perde la vita Raffaele Ielpo a causa di un incidente a 18 metri di profondità, è oggi ricordato con una targa nell'atrio della stazione.

## Interscambi
La stazione consente l'interscambio con la linea S9 del servizio ferroviario suburbano di Milano e con i treni regionali Milano-Mortara. È inoltre servita dal tram 14, dai bus 49, 64 e 326 (nuova linea).
- Stazione ferroviaria (Milano San Cristoforo)
- Fermata Tram (linea 14)
- 49
- 64
- 326
- NM4

La stazione è collegata mediante passerella ciclopedonale alla sponda sud del Naviglio Grande, dove saranno costruiti il nuovo capolinea del tram 2, un parcheggio, e le fermate dei bus 47, 95, 324 (nuova linea), 325 e 351.
- Capolinea tram (linea 2)

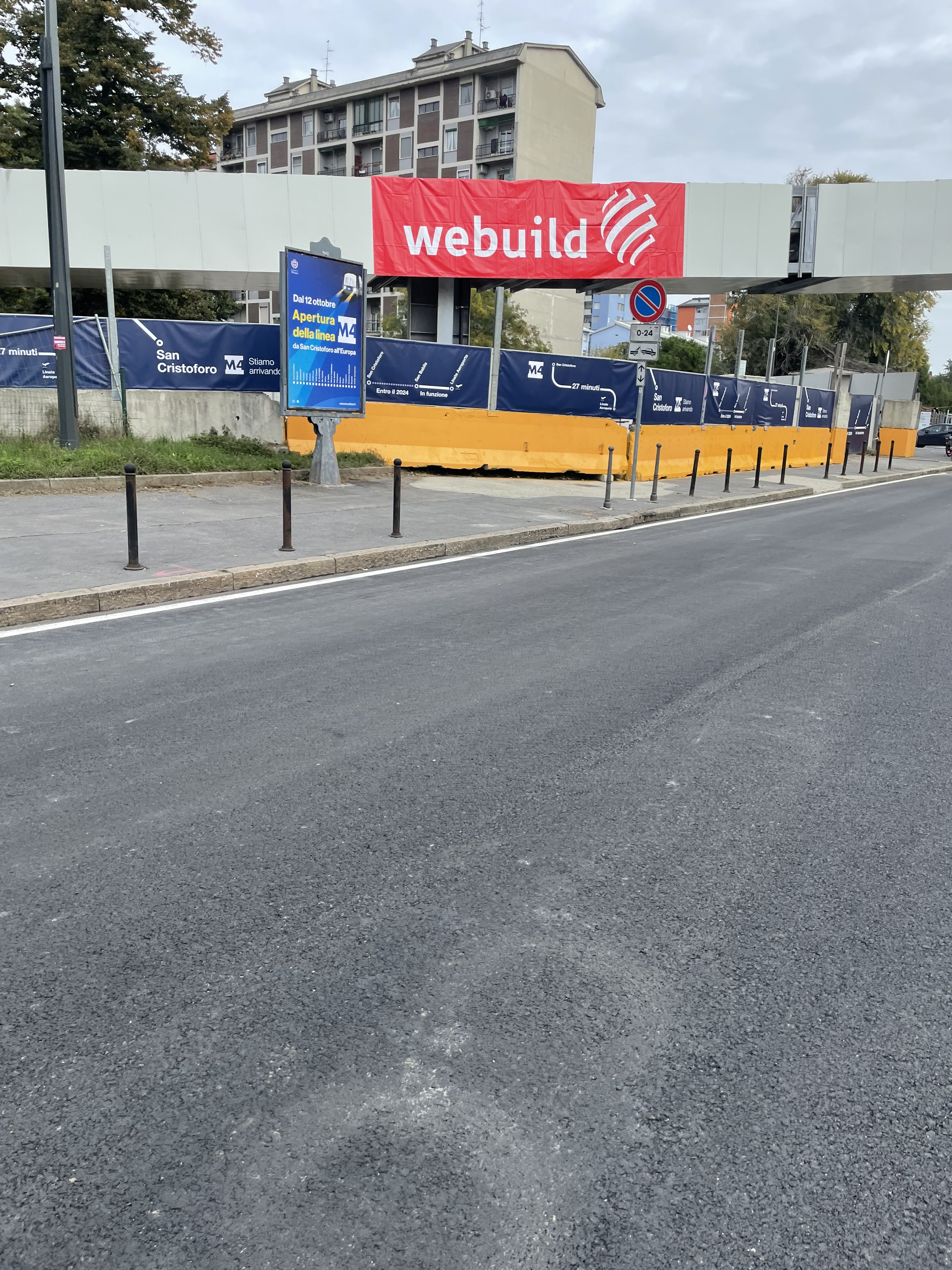
Passerella ciclopedonale presso la stazione di San Cristoforo

- 351
- 325
- 324
- 95
- 47

## Servizi
La stazione dispone di:
- Accessibilità per portatori di handicap
- Ascensori
- Scale mobili
- Emettitrice automatica biglietti
- Stazione video sorvegliata
- Servizi igienici